# Selinsgrove
Selinsgrove är en kommun av typen borough i Snyder County i Pennsylvania i USA. Vid 2020 års folkräkning hade Selinsgrove 5 713 invånare.